# Списька Стара Вес
Списька Стара Вес (словац. Spišská Stará Ves) — місто в Словаччині, Кежмарському окрузі Пряшівського краю. Розташоване в північній частині східної Словаччини, в Спиській Маґурі в долині річки Дунаєць на кордоні з Польщею. Містечко є центром історичної, етнографічної та географічної області «Замаґур'я».
В містечку є римо-католицький костел з 14 ст.

## Історія
Вперше згадується у 1272 році.

## Населення
| Рік:            | 1994. | 2004.   | 2014.   | 2024.   |
| --------------- | ----- | ------- | ------- | ------- |
| Кількість осіб: | 2320  | 2337    | 2267    | 2156    |
| Різниця:        |       | +0,73 % | -2,99 % | -4,89 % |

| Рік:            | 2023. | 2024.   |
| --------------- | ----- | ------- |
| Кількість осіб: | 2178  | 2156    |
| Різниця:        |       | -1,01 % |

У місті проживає 2277 осіб.
Національний склад населення (за даними останнього перепису населення — 2001 року):
- словаки — 93,76 %
- цигани — 4,50 %
- поляки — 0,51 %
- чехи — 0,34 %
- українці — 0,25 %
- німці — 0,04 %
- угорці — 0,04 %

Склад населення за приналежністю до релігії станом на 2001 рік:
- римо-католики — 93,25 %,
- греко-католики — 2,93 %,
- протестанти (еванєлики) — 0,85 %,
- православні — 0,13 %,
- не вважають себе віруючими або не належать до жодної вищезгаданої церкви — 2,76 %